# Strašice (Plzeň)
Strašice é uma comuna checa localizada na região de Plzeň, distrito de Rokycany.